# Happier Than Ever：給洛杉磯的情書
《Happier Than Ever：給洛杉磯的情書》（英語：Happier Than Ever: A Love Letter to Los Angeles）是2021年美國演唱會電影，由罗伯特·罗德里格兹和帕特里克·奥斯本執導，主要演員是創作歌手比莉·艾利什。影片講述比莉在好萊塢露天劇場演出第二張錄音室專輯《怪樂的不得了》的所有16首曲目，部分音樂人也有出現，如她的哥哥菲尼亞斯·奧康奈爾和洛杉矶爱乐乐团。受《谁陷害了兔子罗杰》（1998年）和《美女闖天關》（1992年）等電影的影響，《給洛杉磯的情書》融合真人和動畫。
除了執導外，歐斯布朗還參與了電影的動畫製作，結合动作捕捉鏡頭和轉描機技術，並為此與連結工作室、佐伊克工作室和集拓聖域FX合作。拍攝維持一週，並取景自洛杉磯，大多在好萊塢露天劇場進行，但由於2019冠状病毒病疫情沒有現場觀眾。劇組為了避免讓演出感覺過於相似，所以給每首歌製作不同的背景色彩和燈光效果，並經常近距離拍攝比莉，希望讓她和觀眾之間營造一種親密感。
《給洛杉磯的情書》於2021年9月3日在Disney+獨家上映。影評稱讚當中演出，他們覺得質量近似或優於歌曲的錄音室版本，同時讚揚動畫、攝影手法和背景設置。影片入圍2021年奧斯汀影評人協會獎最佳奧斯汀電影、第64屆格萊美獎最佳長篇音樂錄影帶和2022年MTV音樂錄影帶大獎最佳長篇錄影帶。

## 劇情
電影以2D動畫版美國創作歌手比莉·艾利什處於錄音室展開帷幕。她拿起麥克風，離開了這個地方，開著保時捷到訪加州洛杉磯周圍的地標。與此同時，真人版的她在好萊塢露天劇場演唱第二張錄音室專輯《怪樂的不得了》（2021年）的曲目。
比莉以〈長大〉（"Getting Older"）開場，覆蓋著藍光之餘，鏡頭也圍著她旋轉。〈我沒換號碼〉（"I Didn't Change My Number"）的燈光切換成橙紅色。接下來的兩場演出都有交響樂團，首場是〈比莉巴莎諾瓦〉（"Billie Bossa Nova"），而比莉演唱下首歌曲〈我的未來〉時，一個遠景顯示動畫版的她在羅斯福天台眺望洛杉磯的天際線而沉思。動畫版的她坐回保時捷，在城市里高速行駛。
回到好萊塢露天劇場，真人版比莉準備表演〈激素〉，演唱歌曲時，背景的紅燈不斷閃爍，兩段正歌時螢幕轉成黑白，她在結尾幾句歌詞實唱起來。夜幕降臨，動畫版比莉在第二天早上醒來發現自己在雲層中，長出對天使翅膀。兒童合唱團演唱〈金色翅膀〉（"Goldwing"）的首段正歌，歌詞來自一首宗教讚美詩的節選，他們在剩餘的部分充當比莉的和聲，交響樂團重新出現為電子樂伴奏。下首歌〈無可救藥〉開始後合唱團和交響樂團就離開，比莉的演出中穿插了保時捷夜間穿越洛杉磯的鏡頭。
比莉在〈哈雷彗星〉（"Halley's Comet"）再與交響樂團合作，抬頭看到同名彗星劃破天空。動畫版的她坐在空蕩蕩的餐廳，也看到了這個彗星。比莉在〈不干我的事〉插入了段口白，講述公眾無法停止討論她的外觀。黑色和紅色的背景下，映襯出動畫版比莉的剪影，她慢慢脫下衣服，分成兩部分的克隆人，慢慢浸入水中。她從水中升起，接著漂浮起來，然後鏡頭切回真人版的她，在紅燈和煙霧包圍下表演〈過熱〉（"Overheated"）。動畫版比莉在〈無人倖免〉（"Everybody Dies"）參觀了座墓園，而交響樂團幫忙演奏樂器。
比莉和哥哥菲尼亞斯·奧康奈爾一起表演〈你的權力〉，後者演奏原聲吉他。動畫版的她來到帕拉丁劇院，有許多記者聚集在入口附近拍照。比莉的特寫在〈保密協議〉在螢幕反覆閃現，並用失真聲音演唱，而交響樂團最後出現在〈我思故我在〉。專輯同名歌曲的演出間，動畫版比莉走進好萊塢露天劇場，聚光燈追隨她的一舉一動。真人版看到動畫版的自己並向其微笑，後者注意到後坐在前排觀看表演。只要電吉他出現在歌曲中，真人版比莉就會在舞台劇烈擺頭扭動。她以純音樂版〈男性幻想〉結束電影，演唱完曲目後，花朵遍佈整個好萊塢露天劇場。動畫版比莉依舊看著，帶著一抹微笑消失在視野中。

## 演員
- 比莉·艾利什，歌手[1]
- 菲尼亞斯·奧康奈爾，比莉的哥哥與親密的音樂合作人[2]
- 羅米洛·盧本博（英语：Romero Lubambo），吉他手[3]
- ，指揮家[4]
- 洛杉矶爱乐乐团[4]
- 洛杉磯兒童合唱團（英语：Los Angeles Children's Chorus）[4]
- 安德魯·馬歇爾（Andrew Marshall），鼓手[5]
- 布雷迪·海瑟（Brady Heiser），駕駛特技[6]

## 製作

### 籌拍
比莉在洛杉磯度過成長歲月，隨著時間的推移對其產生了強烈的情感依賴。她在《早安美國》解釋：「如果不是為了我的家鄉，我想我不會有任何類似（像《給洛杉磯的情書》）的東西。我欠洛杉磯一些愛。」比莉提出《Happier Than Ever：給洛杉磯的情書》是致敬這座城市的方式，試圖讓其有關自我反省和成長。至於視覺風格，她想像影片結合真人和動畫，而這是「（她）從未嘗試過的層面」，並感覺迪士尼會幫助自己實現這一目標。
2021年4月或5月，比莉打給個人認為的最佳導演候選人罗伯特·罗德里格兹。羅里葛茲同意參與這個作品，而他女兒願意幫忙設計動畫版比莉的外表。兩人會見了比莉，討論了對這部片的想法，並在發行前就聽了比莉第二張錄音室專輯《怪樂的不得了》。羅里葛茲注意到許多歌曲有著露骨歌詞或討論較成熟的主題，想知道如果把這些放進電影裏迪士尼會作何反應，例如專輯同名歌曲的歌詞有「fuck」，及〈男性幻想〉的正歌提到用色情作品來分散自己的注意力。迪士尼最後篩掉「fuck」，但沒有刪除「shit」、「damn」或「bitches」等髒話，也沒有審查歌曲的主題。
比莉還獲得迪士尼電影動畫師帕特里克·奥斯本的幫助，來一起執導與負責動畫和視覺設計。對於電影背景，她指示奥斯本要打造個浪漫化的好萊塢，並追求黑色復古外觀，更在構思《給洛杉磯的情書》的美學概念時從1980年代電影汲取靈感。奥斯本得知比莉是《谁陷害了兔子罗杰》（1998年）和《美女闖天關》（1992年）等真人動畫電影的粉絲後，就用這些電影作為視覺設計的基準。比莉還告訴奥斯本動畫版的她要感覺更理想化，所以他決定讓角色有著蛇蠍美人的外表來深化電影的靈感來源。

《給洛杉磯的情書》的創作工程於2021年6月下旬開始，Disney+為此聯絡連結工作室。比莉的廠牌暗室（Darkroom）和新視鏡聯同連結工作室和阿倫·萊文製作（Aron Levine Productions）共同製作電影。

### 拍攝

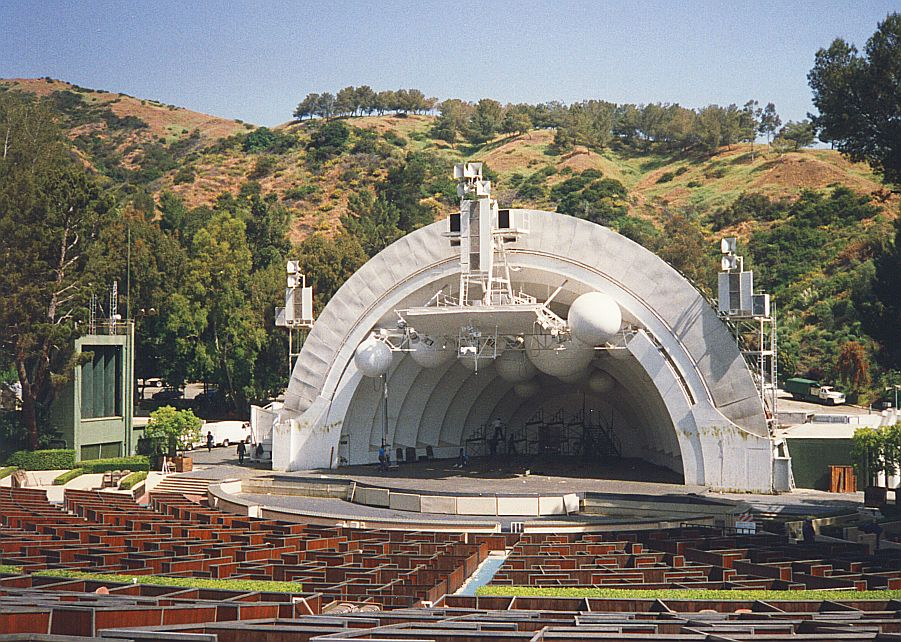
《Happier Than Ever：給洛杉磯的情書》在好萊塢露天劇場拍攝，但因為2019冠状病毒病疫情沒有現場觀眾

演唱會的鏡頭在好萊塢露天劇場拍攝，但由於2019冠状病毒病疫情沒有現場觀眾，凱瑞·阿斯穆森（Kerry Asmussen）執導並設計相應的場景。出鏡的音樂人還包括菲尼亞斯·奧康奈爾、鼓手安德魯·馬歇爾、吉他手羅米洛·盧本博、洛杉矶爱乐乐团和洛杉磯兒童合唱團。劇組按照專輯曲目列表的順序表演所有16首歌曲。為避免不慎將專輯洩露給路人，在場的每個人都戴著耳機收聽演出。
主體拍攝於7月首週內完成。歐斯布朗表示劇組在好萊塢露天劇場的拍攝計劃是從晚上7點到凌晨4點。由於《給洛杉磯的情書》在沒有現場觀眾的情況下進行拍攝，所以劇組可以自由移動攝像機，能拍到現場有人時無法達到的角度。至少有10台攝像機來獲得鏡頭，此外還用穩定器、吊臂和大型Alta-X無人機。出於製作考慮，洛杉矶爱乐乐团的鏡頭必須在一天內拍完。
劇組就動畫插圖在洛杉磯附近的幾個地點進行錄製，用這些鏡頭來創建動畫角色穿越城市的行程，並在每首歌演出之間放了大部分場面。劇組還在拍攝過程建造了座倒映池，這是好萊塢露天劇場的舊有設施，將表演人與觀眾分開之餘，並代替部分場地座位。池子倒映出好萊塢露天劇場，讓其看起來像個完整的圓而非半圓。歐斯布朗覺得水池反映好萊塢露天劇場的焦散圖案，這種視覺效果聯想到電影（1982年）。

### 攝製
帕布羅·貝倫（Pablo Berron）是《給洛杉磯的情書》的攝影指導，並與空中攝影指導山姆·奧梅利亞（Sam O'Melia）、數字影像工程師丹·斯金納（Dan Skinner）、照明師康拉德·西居爾松（Konrad Sigurdsson）和比莉巡迴演唱會的燈光設計師托尼·卡波拉尔（Tony Caporale）。貝倫得知所有應該知道的作品信息後感到很驚訝，並對照拍攝計劃每晚拍攝四個音樂錄像。拍攝期間沒有人讓他鬆了一口氣，這意味所有的燈光都會集中在比莉身上。貝倫在接受《CineD》訪問時解釋說，這種方式讓他可以在非常近的距離拍攝她，而他「真的很想」這樣做，因為會讓比莉和觀眾之間形成親密感。
劇組力求避免演出感覺彼此過於相似。貝倫接受《索尼電影》（Sony Cine）的訪問時表示，劇組最初計劃為每個演唱會場面設計「老式經典好萊塢」風格，但在逐漸了解比莉的性格後（貝倫稱之為「高能量」），他們認為整部電影堅持同種視覺氛圍並不合適。因此，工作人員在某些歌曲使用煙霧機和雷射，或「瘋狂」操作手持攝像機。卡波拉尔還為每場演出分配各自的背景色彩和燈光效果，貝倫和旗下的工作人員仔細聆聽每首歌曲，來確定何時調整燈光。他們在特寫比莉時只使用逆光照明，必要時設置補光燈來稍稍調整對比度，偶爾在她下方放置「老電影燈」作調度照明，來突出某些鏡頭的戲劇元素。

### 動畫
歐斯布朗在視覺效果公司佐伊克工作室和集拓聖域FX（Digital Frontier FX）的協助下，與連結工作室共同製作電影的動畫片段。薩莉安·馬西米尼（Sallyanne Massimini）是工作室的視覺效果總監。歐斯布朗表示連結工作室負責活化「故事中最神奇、更夢幻的部分」，而其他工作時則製作更「紮實的東西」，並補充大約有5、6個人分別在洛杉磯、倫敦和悉尼製作動畫。
動畫化比莉為歐斯布朗帶來「真正的挑戰」，他有12週完成這項工作。歐斯布朗幾乎沒有時間用「舊式」轉描機來捕捉她的身體行為傾向，但必須在她開始拍演唱會鏡頭前就要做到，最後解決方案是讓她穿上動捕服，提前預覽相應拍攝的場景會是什麼樣子，接著渲染成最後的動畫。為了維持1980年代的外觀，歐斯布朗在動態捕捉動畫的基礎上進行轉描。
歐斯布朗使用Blender程序來編輯動態捕捉，當中大約有90分鐘的鏡頭。他和團隊為動畫鏡頭製作了簡單的分鏡，每一幀都有一幅畫。他們製作了大約12分鐘的動畫片段，並於2021年8月20日完成剪輯。首個片段只有一小部分電影動畫，另外兩個更關注這個元素。

## 上映
比莉於2021年7月22日，即《怪樂的不得了》發行8天前宣佈《給洛杉磯的情書》，並有條預告片同時釋出。另一條預告片於8月4日首播，而正式預告片在20天後首發。
預告片曝光後，許多撰稿人立刻將動畫版比莉比作迪士尼公主，包括MTV新聞的雅典娜·塞拉諾（Athena Serrano）和《告示牌》的吉爾·考夫曼（Gill Kaufman）。《/Film》的本·皮爾森（Ben Pearson）認為她是沒那麼性感的《美女闖天關》角色荷莉·伍德（Holli Would）。電影放映3天前，比莉在社交軟體分享〈激素〉的演出影片。《給洛杉磯的情書》於2021年9月3日作為Disney+獨家影片在全球上映，而發行商讓這部電影能以杜比視界和杜比全景聲觀看。

## 反響

### 主題分析
錄音學院的拉里莎·保羅（Larisha Paul）認為遠離名望的自由是《給洛杉磯的情書》反覆出現的主題，像是動畫版的比莉開車經過高地公園社區，這是她曾居住過的地方，但因為有纏擾者等安全問題而搬走，比莉也在〈長大〉、〈比莉巴莎諾瓦〉和〈保密協議〉的歌詞中提到類似侵犯隱私的經歷。保羅表示動畫版比莉穿梭在洛杉磯數個地點，顯示真人版所不具備的自由，讓觀眾回憶起她在首張錄音室專輯（2019年）大獲成功前的生活。當比莉開車時，她在城市道路上看到許多宣傳《怪樂的不得了》的告示牌，保羅覺得這強化了「成名鋼鐵般的必然性」，並由此促成像是穿插在〈不干我的事〉的對話。
《告示牌》的西德尼·乌尔巴内克（Sydney Urbanek）分析洛杉磯可以如何與電影情節聯繫起來。她表明這座城市充當著專輯歌詞中的故事背景，並將劇情詮釋成比莉嘗試修復自己與洛杉磯的疏遠關係，而這是來自她演唱的歌曲中所討論的某些創傷經歷。為了支持這一點，乌尔巴内克引證這張專輯探索了比莉過去的戀情和缺乏隱私，還舉例倒數第二首的專輯同名曲歌詞「I'd never treat me this shitty / You made me hate this city」（大意：我可不會待自己如此惡劣/是你讓我討厭這座城市），並稱這首歌的演出是整部電影的高潮時刻。保羅也持有相同看法，而在討論比莉在場地遇到動畫版的自己時表示：「（這是她）依舊存在的獨處主題，以及在當中發現的自主性（......）說明比莉去過的地方和將要奔赴的地方有一個共同之處：（就是）她自己。」

### 專業評價
部分影評人認為《給洛杉磯的情書》是比莉粉絲會喜歡的電影。《決勝局》的約翰尼·洛夫圖斯（Johnny Loftus）推薦觀看《給洛杉磯的情書》，覺得肯定會「讓她茁壯發展的粉絲群神魂顛倒」。《CNET》的阿布拉·阿爾-赫蒂（Abrar Al-Heeti）認為拍成電影是收聽《怪樂的不得了》的最佳方式。常識媒體的詹妮弗·格林（Jennifer Green）評論比莉的擁護者在看這部片時會「為了生活史資料和參考資料而享受解析她的歌詞」。乌尔巴内克感覺影片的發行是為了滿足粉絲在支持專輯的世界巡演前能看到現場演出，並警告不要將其簡化為「僅僅是（獻給他們的）禮物」：「（這部片）概念上的工作純粹太多，而無法被視為（上述這樣）」。
電影的動畫和攝影也受到讚賞。乌尔巴内克喜歡《給洛杉磯的情書》混合動畫和真人鏡頭的方式，並認為拍攝風格的多樣性十分適合主題和氣氛各不相同的專輯。洛夫圖斯讚揚電影對燈光的使用，及動畫鏡頭所採用的美學和配色計劃，他相信這些成功建立了演出的氣氛，但看起來與真人錄像有很大的不同。格林觀察到動畫版比莉的場景與每場表演的開始和結束，及歌曲講述的故事略有平行，但認為它們沒必要加進電影，對格林來說，比莉和她的音樂就足以傳達正確的情感。
演唱會的曲目是影評人稱讚電影的另一方面。他們覺得歌曲的現場演繹聽起來比錄音室版本一樣或更好，並通常認為有這種質量是洛杉磯愛樂樂團的功勞。洛夫圖斯對比莉的聲音感到印象深刻，稱之為「震撼」之餘，也認為她的歌聲有所改善，並將這部片視作她證明自己唱現場能力的機會。洛夫圖斯最後表示儘管媒體對她七嘴八舌，但《給洛杉磯的情書》的表演明確強調了比莉的藝術才能、音樂和細緻入微的性格。
《內幕》的卡莉·阿爾格里姆（Callie Ahlgrim）挑出專輯中她最愛的曲目〈激素〉、〈哈雷彗星〉和專輯同名曲，覺得這些歌曲的現場版是電影的高光時刻。乌尔巴内克表示由於迪士尼刪掉歌詞的「fuck」，所以專輯同名曲失去了部分衝擊力，但認為這部片仍然讓這首歌有宣洩的感覺。〈金色翅膀〉的演出在多篇評論被單獨拎出來稱讚，認為比歌曲的錄音室版本還要優美，很大功勞是來自比莉曾待過的洛杉磯兒童合唱團，影評人因此覺得合唱團的再聚讓電影變得傷感。
阿爾格里姆則批評《給洛杉磯的情書》整體沒有令人難忘的冒險性概念或現場觀眾的「明顯嘈雜聲」，就跟專輯本身一樣平淡無奇。阿爾-赫蒂很高興電影中沒有現場觀眾來讓她分心，《Uproxx》的撰稿人瑞秋·布羅茨基（Rachel Brodsky）認為沒有觀眾讓觀影體驗更暖人心扉。然而，布羅茨基直言不諱地批評配色設計單調和比莉的聲音，認為這都是預先錄製而非現場演唱。
《紐約時報》的西奧·布格比（Teo Bugbee）讚揚導演以空蕩蕩的好萊塢露天劇場作為演唱會場地，表示缺乏觀眾顯示了洛杉磯的「有巨星光環加持」，並認為地點的選擇是電影對這座城市的「最佳致敬」。布羅茨基也有相同的看法，因為好萊塢露天劇場對這座城市的音樂和電影場景十分重要，所以比莉找到了合適的選擇。阿爾-赫蒂感嘆電影少了對洛杉磯的評論，但她覺得這可能是因為比莉打算以「最純粹的方式」來強調音樂。

### 榮譽
《給洛杉磯的情書》在2022年1月11日舉辦的2021年奧斯汀影評人協會獎入圍最佳奧斯汀電影，其他競選片包括2020年的《食女嗜欲》（The Carnivores）、《成人聚会》和《痛苦的女皇》（Queens of Pain），及贏家《不被殺或被抓》（Without Getting Killed or Caught，2021年）。2021年11月23日，錄音學院公布第64屆格萊美獎的提名名單，而《給洛杉磯的情書》入圍最佳長篇音樂錄影帶，頒獎典禮於2022年4月3日舉行，最後紀錄片《夏日之魂》拿下獎項。《給洛杉磯的情書》還入圍2022年MTV音樂錄影帶大獎最佳長篇錄影帶。

## 外部連結
- Disney+上《Happier Than Ever：給洛杉磯的情書 （页面存档备份，存于）》的資料
- 互联网电影数据库（IMDb）上《Happier Than Ever：給洛杉磯的情書》的资料（英文）